# Santa Cruz de la Calle Sevilla (La Palma del Condado)
La Santa Cruz de la Calle Sevilla es una hermandad religiosa de la localidad de La Palma del Condado (Huelva) España.
La imagen de la Cruz es una apreciada obra de orfebrería confeccionada en Alpaca y Bronce de ley en los talleres sevillanos de D. Manuel Seco Velasco. Además va vestida con unas bandas bordadas en oro, su paso y sus parihuelas en plata y oro.
La historia de esta Hermandad data de mucho antes de 1964, fecha en que fueron aprobados sus reglas y estatutos.
La veneración a la Cruz de Cristo es una tradición muy arraigada en el sur de España que se celebra durante los meses de primavera. En el caso de esta hermandad, sus festejos abarcan el primer o segundo fin de semana del mes de mayo. 

## Festejos
Las fiestas empiezan el miércoles con una misa de hermandad en su capilla, en la que se imponen
las bandas a las nuevas reinas y damas que ese año acompañan a la santa cruz. Al día siguiente, jueves, es la veneración , exaltación y subida al paso de la Santa Cruz de la calle Sevilla.
El viernes por la noche tras la entrada de la banda militar de paracaidistas de Paracuellos de Jarama y la banda de música de Tres Caídas de Triana, se celebra la Ofrenda de Flores, en la que los fieles, conocidos como piomperos, desfilan por las calles de la localidad vestidos con trajes de flamenca, portando ramos de flores que posteriormente ofrecen a la Virgen del Valle (patrona de la ciudad). El sábado por la mañana hay una gran diana floreada o pasacalles ofrecida por la banda de música de Los Paracaidistas, por la tarde se celebra el denominado Romerito en el que los piomperos cantan y bailan montados en carros de caballos, remolques tirados por tractores o a lomos de caballos, desfile de carrozas , entre ellas irán las reinas y damas de las fiestas, todo ello también vistiendo sus trajes regionales andaluces. Ya para el domingo queda la procesión de la Cruz en su paso por las calles de La Palma del Condado acompañada en todo momento por sus fieles piomperos y bandas de música.Después cuando se recoge la alegría de los piomperos se queda la capilla abierta para que todos los piomperos y visitantes puedan ver la santísima cruz. Para finalizar las fiestas, a media noche se quema un toro de fuego.

## Curiosidades
La capilla donde se custodia la Cruz está situada en la antiguamente conocida como Calle Sevilla de la localidad y de ahí proviene su nombre. El actual nombre es calle de Manuel Siurot.
El color rojo es el que caracteriza y representa a esta hermandad y así se deja ver en las tonalidades de las flores utilizadas, los adornos callejeros, los atuendos de los piomperos, etc.
la de la santa cruz de la calle sevilla suele traer la banda militar de paracaidistas, de Paracuellos de Jarama.
- Datos: Q6120374